# Кери (филм из 2013)
Кери (енгл. Carrie) је амерички натприродни хорор филм из 2013. године, редитељке Кимберли Перс, са Клои Грејс Морец, Џуди Грир, Поршом Даблдеј и Џулијаном Мур у главним улогама. Представља други римејк истоименог филма Брајана де Палме из 1976. године, трећу адаптацију истоименог романа Стивена Кинга и четврти филм у серијалу Кери. Радња прати девојку са телекинетичким моћима, која изазове масакр на матурској вечери, након окрутне шале којом је исмејана пред целом школом.
Филм је премијерно приказан 7. октобра 2013, у Холивуду. Добио је помешане и осредње оцене критичара, а на сајту Ротен томејтоуз је оцењен са 50% уз коментар да нови римејк није донео ништа ново у односу на претходне две адаптације, због чега се сматра непотребним. Био је номинован за Награду Сатурн за најбољи хорор филм, али је изгубио од Призивања зла, док је Клои Грејс Морец добила исту награду у категорији најбољих младих глумаца.

## Радња
Повучена и злостављана средњошколка, Кери Вајт, почиње да открива своје телекинетичке способности. Њена изопачена мајка и религиозни фанатик, Маргарет, не дозвољава јој да се понаша као њене вршњакиње. Како се ближи матурско вече, Керина наставница физичког, госпођа Дежардин, и једина другарица, Су Снел, покушавају да јој помогну да се појави на прослави...

## Улоге
| Глумац            | Улога                 |
| ----------------- | --------------------- |
| Клои Грејс Морец  | Кери Вајт             |
| Џулијана Мур      | Маргарет Вајт         |
| Џуди Грир         | госпођа Рита Дежардин |
| Габријела Вајлд   | Су Снел               |
| Порша Даблдеј     | Крис Харгенсен        |
| Алекс Расел       | Били Нолан            |
| Ансел Елгорт      | Томи Рос              |
| Бари Шабака Хенли | директор Хенри Мортон |
| Зои Белкин        | Тина Блејк            |
| Кариса Стрејн     | Ники Вотсон           |
| Кејти Стрејн      | Лизи Вотсон           |
| Саманта Вајнштајн | Хедер Мејсон          |
| Деметрије Џојет   | Џорџ Досон            |
| Мона Траоре       | Ерика Лангтон         |
| Харт Бохнер       | Џон Харгенсен         |